# Clint Barton (Universo cinematográfico de Marvel)
Clinton Barton (Waverly, Iowa, Estados Unidos, 9 de febrero de 1969) es un personaje interpretado por Jeremy Renner en el Universo Cinematográfico de Marvel, basada en el personaje de Marvel Comics del mismo nombre, comúnmente por su alter ego, Hawkeye (Ojo de Halcόn, en español). Barton es representado como un tirador experto, arquero y combatiente cuerpo a cuerpo, siendo su arma preferida un arco recurvo. Inicialmente un agente de SHIELD, Barton es reclutado por Steve Rogers y se convierte en miembro fundador de los Vengadores. Ayuda al equipo en la Batalla de Nueva York, el levantamiento de HYDRA y la Ofensiva de Ultrón, en la que forma un estrecho vínculo con Wanda Maximoff. Barton luego ayuda a Rogers en su esfuerzo por proteger a Bucky Barnes junto con Sam Wilson, Maximoff y Scott Lang. Después de que la familia de Barton es diezmada por Thanos, se convierte en un justiciero y desmantela violentamente el crimen organizado como Ronin hasta que él y sus aliados reviven a los perdidos durante el Blip. A pesar de su intento de retirarse, el tiempo de Barton como Ronin provoca continuos conflictos con varios elementos del crimen organizado y él toma a una protegida llamada Kate Bishop.
Actualmente el personaje es una de las figuras centrales del UCM, habiendo aparecido en cinco películas de la saga. Aparece como protagonista de la serie de televisión de Disney+, Hawkeye y en la serie animada What If...?, con Renner retomando su papel en versiones del personaje en universos alternativos.

## Origen del personaje
Barton, también conocido como Hawkeye, apareció por primera vez en los cómics de Marvel como un villano reacio, en Tales of Suspense # 57 (septiembre de 1964). Después de dos apariciones más como villano en Tales of Suspense # 60 y # 64 (diciembre de 1964 y abril de 1965), Hawkeye se unió a las filas de los Vengadores en Avengers # 16 (mayo de 1965). Eventualmente se convirtió en un miembro perenne del equipo.
A mediados de la década de 2000, Kevin Feige se dio cuenta de que Marvel todavía poseía los derechos de los miembros principales de los Vengadores, que incluía a Barton. Feige, un autoproclamado "fanboy", imaginó la creación de un universo compartido tal como lo habían hecho los creadores Stan Lee y Jack Kirby en sus cómics a principios de la década de 1960. Después de ofrecer inicialmente el papel de Barton a Jensen Ackles, quien había hecho una audición para el papel del Capitán América, Marvel contrató a Jeremy Renner para interpretar al personaje en la pantalla.
En abril de 2019, se informó que se estaba desarrollando una serie centrada en Clint Barton / Hawkeye de Jeremy Renner, con la trama que involucra a Barton pasando el manto de Hawkeye al personaje Kate Bishop. La serie se anunció oficialmente en la San Diego Comic Con de 2019, y la trama se desarrolló tras los eventos de Avengers: Endgame. Hawkeye se estrenó a finales de 2021, con Jonathan Igla como showrunner de la serie. En septiembre de 2019, se anunció que Hailee Steinfeld sería una candidata considerada para interpretar a Kate Bishop.

## Caracterización

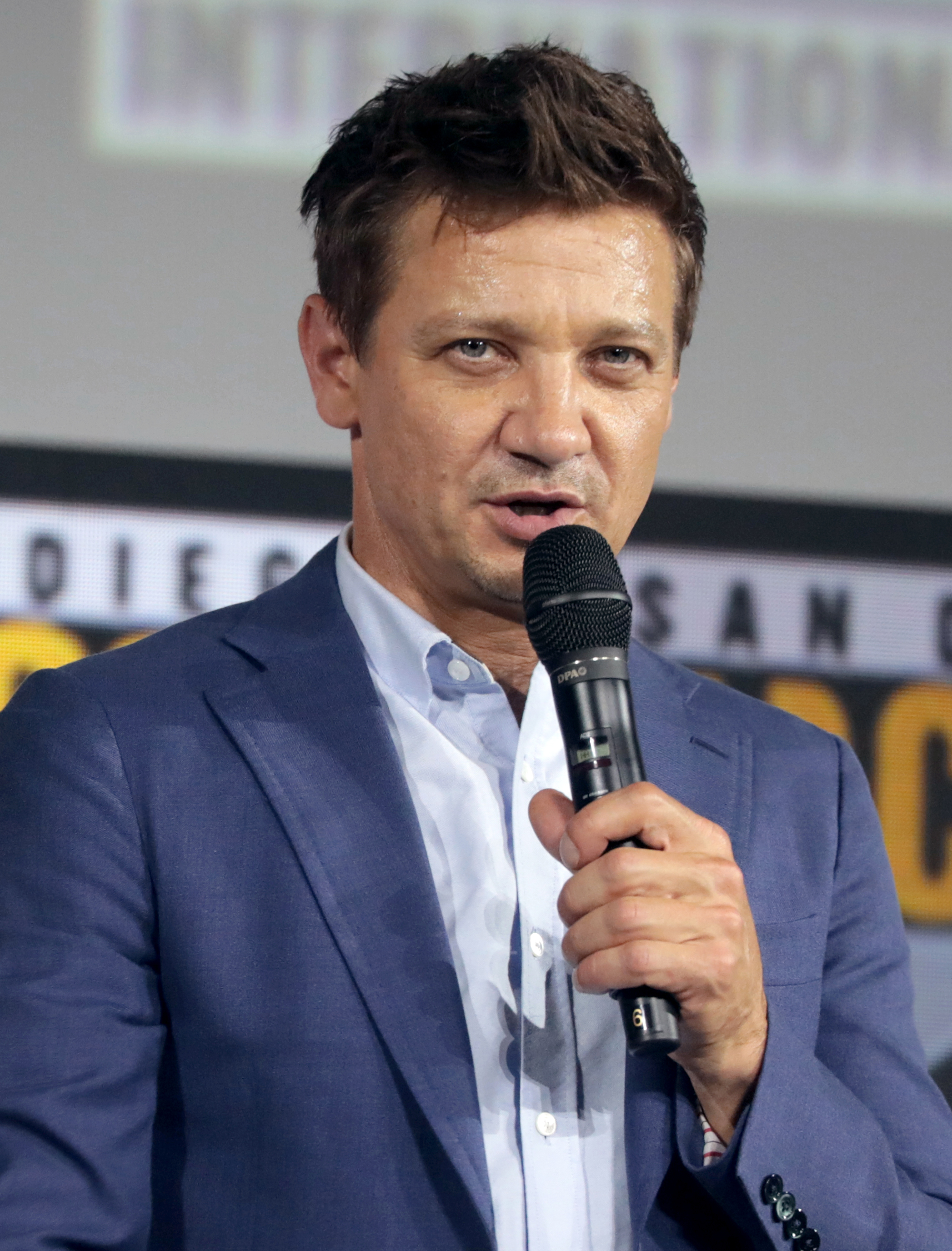
Jeremy Renner en el panel de Hawkeye en la San Diego Comic Con de 2019.

Siendo Barton un arquero maestro que trabajaba como agente de S.H.I.E.L.D, Renner dijo que presentaba un rol muy físicamente demandante por lo que entrenaba su físico y practicaba tiro con arco tanto como era posible en preparación. Sobre el papel, Renner dijo: "Cuando vi Iron Man, pensé que era un enfoque realmente genial para los superhéroes. Luego me hablaron de este personaje de Hawkeye y me gustó que no fuera realmente un superhéroe; es solo un tipo con un gran conjunto de habilidades. Podría conectarme con eso". Con respecto a la mentalidad de francotirador de Hawkeye, Renner dijo: "Es un jugador solitario. Es un marginado. Su única conexión es con el personaje de Scarlett, Natasha. Es como una cosa de mano izquierda / mano derecha. Coexisten, y los necesitas a ambos, sobre todo cuando se trata de una misión física". Renner dijo que Hawkeye no está inseguro acerca de su humanidad. "Todo lo contrario, él es el único que realmente puede derrotar a Hulk con sus flechas [con flechas tranquilizantes]. Conoce sus limitaciones. Pero al final del día, tiene que haber un sentido de confianza dentro de cualquier superhéroe". Renner ganó entre 2 y 3 millones de dólares por su papel en Los Vengadores .
Whedon dijo que Hawkeye interactúa más con los demás personajes en Age of Ultron, a diferencia de la primera película de Los Vengadores, donde el personaje había sido "poseído bastante temprano en la película por un chico malo y tuvo que caminar con el ceño fruncido". Como el personaje no apareció en ninguna otra de las películas de la Fase Dos de Marvel, Whedon dijo que Age of Ultron arrojaría luz sobre lo que estaba haciendo el personaje desde el final de Los Vengadores . Renner describió al personaje como "una especie de solitario" y "un jugador de equipo solo porque tiene que serlo". Realmente no es un hombre de compañía. El Capitán América puede ser esa persona. En [Age of Ultron] entenderás por qué [Hawkeye] piensa como piensa".
En marzo de 2015, se reveló que Renner volvería a interpretar a Barton en Capitán América: Civil War. Sobre las razones de Barton para unirse al lado de Rogers, Renner dijo, "Cap fue el primer tipo que llamó. Hagamos el trabajo para poder volver a casa con la familia", además de sentir la obligación de ponerse del lado de Scarlet Witch, ya que su hermano, Pietro Maximoff / Quicksilver, se sacrificó para salvar a Barton en Avengers: Age of Ultron. . Sobre cómo él y Barton encajan en el Universo Cinematográfico de Marvel, Renner dijo: "Estoy feliz de ser el conjunto. No estoy hablando y hablando para hacer una película en solitario de ninguna manera. . . creo que [Barton] es un tipo utilitario que puede rebotar un poco en los universos de otras personas".
Stephen McFeely describió el giro oscuro de Barton en Avengers: Endgame como "un buen ejemplo de personas que tuvieron historias mucho más traumáticas después del chasquido". Inicialmente se suponía que el frío inicio de la película, que presenta la desintegración de la familia de Barton, estaba en Infinity War después del chasquido de Thanos, sin embargo, se trasladó a Endgame, con Markus explicando que "iba a evidenciar la brutalidad de lo que [Thanos] hizo. "Joe Russo sintió que era "una escena muy trágica con la que abrir la película". Es una de las varias escenas de la película que me hace llorar cuando la veo, porque pienso en mi propia familia... Y luego piensas en lo que te pasaría a ti, como padre. Te volverías muy autodestructivo".

## Biografía del personaje de ficción

### Agente de S.H.I.E.L.D.
Barton, un agente de S.H.I.E.L.D., es enviado a matar a Natasha Romanoff, pero en cambio la recluta para unirse a S.H.I.E.L.D., y se convierten en amigos cercanos trabajando en varias misiones juntos, incluida una en Budapest en la que Romanoff intenta matar al general Dreykov. En algún momento, Nick Fury ayuda a Barton a establecer una casa de seguridad para su familia en una granja en Misuri. 
En 2011, Barton es enviado a una misión en Nuevo México, donde se arma con un arco compuesto, preparándose para evitar que Thor recupere a Mjolnir, pero elige no atacar después de ver a Thor no levantar el martillo.

### Batalla de Nueva York
En 2012, Barton está trabajando en un centro de investigación remoto de SHIELD con Nick Fury cuando Loki llega y usa su cetro para poner a Barton bajo control mental y robar la fuente de energía conocida como Teseracto. Viajan a Stuttgart, donde Barton roba el iridio necesario para estabilizar el poder del Teseracto mientras Loki provoca una distracción. Loki se deja capturar y llevar al Helicarrier de S.H.I.E.L.D., al que luego Barton ataca. A bordo del Helicarrier, Barton lucha contra Romanoff, quien lo deja inconsciente, rompiendo el control de Loki. Romanoff lo ayuda a recuperarse. Después de que Steve Rogers lo recluta, Barton se convierte en miembro fundador de los Vengadores con Rogers, Romanoff, Tony Stark, Bruce Banner y Thor. Participa en la Batalla de Nueva York contra el ejército alienígena de los Chitauri y es testigo de la derrota de Loki. Luego, él y Romanoff parten juntos.

### Ultron y los acuerdos de Sokovia
En 2015, Barton y los Vengadores atacan una instalación de Hydra en Sokovia en un esfuerzo por recuperar el cetro de Loki. Sin embargo, Barton resulta gravemente herido por Pietro Maximoff y un arma de Hydra, pero es curado por la Dra. Helen Cho en la Torre de los Vengadores. Barton asiste a la fiesta de celebración de los Vengadores e intenta levantar a Mjolnir sin éxito. Barton es testigo del primer ataque de Ultron y su fuga. En Johannesburgo, Barton y los Vengadores rastrean a Ultron e intentan detenerlo, pero todos, excepto Barton, quedan cautivos por la técnica de deformación mental de Wanda Maximoff. Barton lleva a los Vengadores derrotados a su casa segura donde se revela que tiene una esposa embarazada llamada Laura y dos hijos llamados Cooper y Lila. Allí, Fury llega y motiva al equipo a reunirse y detener a Ultron. Barton, Romanoff y Rogers viajan a Seúl para evitar que Ultron cargue su red en un cuerpo de vibranium impulsado por la Gema de la Mente. Lo logran, y Barton transporta el cuerpo sensible de regreso a la Torre de los Vengadores. También rastrea la señal de Romanoff, quien fue capturada en Sokovia. Después de que Stark, Banner y Thor despiertan el cuerpo del sintezoide conocido como la Visión, los Vengadores regresan a Sokovia para detener a Ultron. Allí, Barton se reúne con Romanoff, participa en la batalla contra Ultron, convence a Wanda de que se convierta en una Vengadora y Pietro lo salva, sacrificando su vida para proteger a Barton y a un niño de Sokovia de los disparos. Después de la batalla, Barton se retira y regresa a casa, donde él y Laura nombran a su hijo recién nacido Nathaniel Pietro Barton, en honor a Romanoff y Pietro.
En 2016, Barton regresa de su retiro para ayudar a Rogers en su oposición a la toma de control de los Vengadores por parte de las Naciones Unidas a través de los Acuerdos de Sokovia. Va al complejo de los Vengadores para recuperar a Maximoff, pero se enfrenta a Visión, hasta que Maximoff incapacita al sintezoide. Barton y Maximoff reclutan a Scott Lang y viajan al aeropuerto de Leipzig / Halle en Alemania para unirse a Rogers, Wilson y Bucky Barnes. Sin embargo, son interceptados por el equipo de Stark formado por Rhodes, Romanoff, Peter Parker, T'Challa y Visiόn. Después de que Rogers y Barnes escapan, Barton se encuentra entre los capturados y encarcelados en la Balsa . Cuando Stark visita las instalaciones, Barton lo regaña abiertamente. Más tarde, Rogers lo libera a él, Lang, Wilson y Wanda. Barton y Lang negocian con el gobierno de los EE. UU. acordando recibir un período de arresto domiciliario en lugar de permanecer encerrados en la Balsa.

### Ronin y el atraco al tiempo
En 2018, Barton, todavía en arresto domiciliario, disfruta de un pícnic con su familia, pero se sorprende cuando Laura, Lila, Cooper y Nathaniel se desintegran repentinamente. En su dolor causado por el Blip, Barton se convierte en un justiciero y comienza a perseguir y eliminar el crimen organizado alrededor del mundo, utilizando el nombre Ronin. En una de sus misiones, en Nueva York, ataca a la mafia deportista (Tracksuit Mafia) y asesina a muchos de sus miembros, incluido a William López, y crea enemigos como el líder de esta organización, Wilson Fisk, y la hija de López, Maya.
En 2023, Rhodes le revela a Romanoff que Barton masacró a un grupo de miembros del cartel de drogas mexicano y Rhodes expresa preocupación por las violentas actividades justicieras de Barton. En Tokio, Barton, armado con una katana, mata a Yakuza antes de ser abordado por Romanoff, quien le informa que los Vengadores descubrieron el viaje cuántico en el tiempo y podrían revertir el Blip. Barton se reúne con los Vengadores y conoce a Rocket y Nebula. Se ofrece como voluntario para ser el primero en probar la máquina del tiempo y es transportado a través del Reino Cuántico a su casa en una línea de tiempo alternativa escuchando brevemente la voz de Lila antes de regresar a 2023. Después de que los Vengadores formulan un plan, Barton y Romanoff viajan a través del reino cuántico a una línea de tiempo alternativa de 2014. Viajan al espacio a una versión alternativa del planeta Vormir para recuperar la Gema del Alma, pero su guardián, el Cráneo Rojo, revela que solo puede ser adquirido por una persona que sacrifica a alguien a quien ama. Romanoff y Barton se ofrecen como voluntarios para hacer el sacrificio provocando una confrontación entre los dos. Sin embargo, Romanoff termina sacrificándose, lo que le permite a Barton reclamar la gema.
Al regresar a 2023, Barton y los Vengadores originales lloran a Romanoff y Barton se enfada cuando Thor sugiere que pueden traerla de regreso con las Gemas del Infinito. Después de que Banner usa el guantelete de Stark para revertir el Blip, Barton recibe una llamada telefónica de una Laura restaurada. Antes de que pueda responder, una versión alternativa de Thanos ataca al Complejo de los Vengadores. En las profundidades de los escombros, Barton encuentra el nano guantelete de Stark y huye de los Outriders enviados para capturarlo. Luego participa en la batalla final contra Thanos y su ejército hasta que Stark sacrifica su vida para derrotarlos. Después de la victoria, Barton vuela a su casa en un Quinjet y se reúne con Laura, Lila, Cooper y Nathaniel. Más tarde, Barton y su familia asisten al funeral de Stark. Luego, Barton y Maximoff se reúnen y se consuelan mutuamente por la pérdida de Romanoff y Visiόn, pero se regocijan de que sus sacrificios no fueron en vano.

### Encuentro con Kate Bishop
Un año después, Barton, que ahora usa un audífono producto de todas las misiones que enfrentó, pasa tiempo con sus hijos en la ciudad de Nueva York para Navidad, asistiendo a un musical de Broadway sobre Steve Rogers y los Vengadores. Barton se va temprano debido a que le molesta la representación de la Batalla de Nueva York y los recordatorios de Romanoff. Esa noche, se entera por las noticias locales de que alguien ha adquirido su traje de Ronin y está luchando contra la mafia deportista mientras lo usa. Después de rescatar al individuo disfrazado de la mafia, lo desenmascara y descubre que es una joven llamada Kate Bishop, una arquera experta que creció idolatrándolo después de que, sin saberlo, la salvó durante la Batalla de Nueva York. 
Bishop lleva a Barton de regreso a su departamento, pero son atacados por la mafia y obligados a dejar atrás el traje de Ronin mientras evacuan con Lucky, un golden retriever tuerto que Bishop rescató y adoptó antes. Después de mudarse al departamento de la tía de Bishop, Barton envía a sus hijos de regreso a casa a la mañana siguiente, con la promesa de regresar el día de Navidad. Acompaña a Bishop a su trabajo y luego recupera el traje de Ronin de un evento LARP (juego de rol real) en Central Park. Más tarde, Barton se deja capturar por la mafia para aprender más sobre sus planes. Bishop, sin darse cuenta de esto, rastrea la ubicación de Barton para rescatarlo y es capturado en el proceso. Maya López lo interroga sobre la verdadera identidad de Ronin y Barton le dice que Ronin fue asesinado por Romanoff. Después de lograr liberarse a sí mismo y a Bishop, los dos trabajan juntos para luchar y evadir a López y la mafia en el puente de Manhattan.

#### Investigando a la Mafia Deportista
Barton, acompañado por Bishop y Lucky, obtiene un nuevo audífono y luego va al ático de la madre de Bishop, Eleanor, para obtener más información sobre los deportistas utilizando la base de datos de la empresa de su madre. Sin embargo, Bishop queda fuera de la cuenta de su madre y Barton se enfrenta a Jack Duquesne, el prometido de la madre de Bishop que posee la espada Ronin de Barton. La situación se difumina luego de que Eleanor y Duquesne lo reconocen. Eleanor le pide que mantenga a Bishop fuera de su investigación mientras él recupera su espada en secreto. Con la ayuda de su esposa Laura, Barton descubre que Duquesne es el director ejecutivo de Sloan Limited, una empresa ficticia que lava dinero para los deportistas. Esa noche, Bishop organiza una pequeña fiesta de Navidad para él y Lucky para compensar el tiempo perdido con su familia y los dos se unen en varias actividades. Barton le cuenta a Bishop sobre su pasado con Romanoff cuando ella deduce que él era Ronin.
Al día siguiente, Barton localiza al lugarteniente de López, Kazi Kazimierczak, y le exige que convenza a López de poner fin a su venganza contra Ronin. Luego, Laura le informa a Barton que un reloj Rolex recuperado del complejo de Los Vengadores robado por los Tracksuits, está enviando señales de rastreo desde un edificio de apartamentos. Barton y Bishop van a recuperarlo y finalmente encuentran el reloj en el apartamento de López, donde también guarda notas sobre Barton y su familia. Mientras Bishop lucha contra López, Barton es emboscado por un asesino enmascarado que se revela como Yelena Belova, quien lo está atacando después de enterarse de su participación en la muerte de Romanoff, antes de que ella escape. Barton decide que no puede seguir poniendo en peligro a Bishop y rompe su asociación.

#### Cazado por López y Belova
Barton se refugia en el departamento de su nuevo amigo, el bombero Grills del FDNY. Visita el monumento de la ciudad a los Vengadores y habla con la difunta Romanoff, disculpándose en voz alta por lo que está a punto de hacer. Barton organiza una reunión con López donde se pone el traje de Ronin, incapacita rápidamente a todos sus hombres y lucha y derrota a López. Él le perdona la vida y se desenmascara, advirtiéndole que las continuas amenazas hacia su familia resultarán en su muerte, y revela que un informante le avisó trabajando para el jefe de López que quería a su padre muerto. López logra herir a Barton, quien posteriormente es salvado por Bishop y López huye. Bishop le revela a Barton que Belova la está persiguiendo. Belova le envía a Bishop un mensaje de texto informándole que su madre está trabajando con el jefe de López, a quien Barton identifica como el jefe del crimen organizado Wilson Fisk.
Barton ve un video que Belova envió a Bishop y se entera de que Eleanor mató a Armand y preparó a Dusquense para que asumiera la culpa. En Nochebuena, Barton y Bishop asisten a la fiesta navideña de Eleanor en el Rockefeller Center. Kazi intenta asesinar a Eleanor por orden de Fisk, pero luego se dirige a Barton. Barton solicita la ayuda de Grills y los LARPers para evacuar a los invitados a la fiesta, luego se reincorpora a Bishop y derrota a la Tracksuit Mafia. Bishop luego parte para buscar a Eleanor, mientras que Barton se enfrenta a Belova, quien exige la verdad sobre la muerte de Romanoff. Barton obedece, pero la lucha conduce a una pelea en la que Barton finalmente convence a Belova de que se retire y le perdone la vida. Posteriormente, Eleanor es arrestada por la policía por el asesinato de Armand, mientras que Fisk logra escapar, pero luego López le dispara. El día de Navidad, Barton sale de Nueva York en un automóvil con Bishop y Lucky. Una vez en casa, presenta a Bishop y Lucky a su familia, ve a sus hijos abrir sus regalos, devuelve el reloj robado que resulta ser un recuerdo de SHIELD a su esposa Laura.

## Versiones alternativas
Varias versiones alternativas de Barton aparecen en la serie animada What If...?, con Renner retomando su papel.

### Conociendo a Capitana Carter
En un 2012 alternativo, Barton y Fury se encuentran con la Capitana Carter que atraviesa un portal a través del Teseracto.

### Muerte de los Vengadores
En un 2011 alternativo, Barton es incriminado por matar a Thor en Nuevo México, cuando en realidad fue asesinado por Hank Pym, quien incide a dispararle accidentalmente a Thor. Pym luego mata a Barton en su celda de detención.

### Brote de Zombis
En un 2018 alterno, Barton va con los Vengadores a San Francisco para lidiar con un virus cuántico que transforma a las personas en zombis, pero se infecta y embosca a los sobrevivientes en el Grand Central Terminal junto con un Wilson zombificado, infectando a Happy Hogan.
Más tarde, él y los otros zombis son transportados por Doctor Strange Supreme a otra dimensión para crear una distracción para Ultrón, pero mueren después de que Ultrón usa las Gemas del Infinito para destruir el planeta.

### La conquista de Ultrón
En un 2015 alternativo, Barton y Romanoff se convierten en los únicos sobrevivientes luego de un evento catastrófico instigado por Ultron. Su brazo derecho es reemplazado por uno robótico, y él y Romanoff viajan a Moscú en busca de un código analógico que pueda apagar la IA de Ultron. Luego, se dirigen a la instalación siberiana de Hydra y localizan la copia final de la mente de Arnim Zola, que esperan cargar en la mente de la colmena de Ultrón y eliminarlo. Este plan fracasa ya que Ultron no estaba en su universo, lo que llevó a Barton a sacrificarse a los centinelas de Ultron que lo perseguían para que Romanoff y Zola escaparan.

## Recepción
Screen Rant describió la interpretación de Renner de Barton como una de las decisiones de reparto que ayudaron al UCM, afirmando que "Renner canaliza la cantidad adecuada de cinismo y seriedad para apagar simultáneamente las críticas de los fanáticos, reconocer la ridiculez de la premisa y de alguna manera hacerla identificable".
El personaje de Clint Barton ha sido objeto de varios chistes, incluidos memes de Internet y una parodia de Saturday Night Live de 2012 (en la que Renner interpretó al personaje), destacando el absurdo percibido de un arquero humano normal entre extraterrestres, super soldados y dioses. Durante Avengers: Age of Ultron, el propio Barton reconoce esto cuando afirma: "La ciudad está flotando y nos dispara una tropa de robots. Y yo tengo flechas y un arco. Nada de esto tiene sentido ". Renner indica que aprecia que el personaje de Barton sea más identificable, afirmando: "Cuando salgo del trabajo, todo lo que quiero hacer es estar con mi familia. Y al no tener superpoderes, me encanta que este tipo tenga la voluntad y la fortaleza mental que cualquiera puede tener". Barton ha sido descrito como "el blanco de todas las bromas", un favorito de los fanáticos y un underdog. En 2019, un fan de UCM en Reddit creó una publicación que se volvió viral mostrando que los Vengadores ganan 7-0 en batallas que incluyen a Barton, y 0-4 en contra o sin él.

### Reconocimientos
| Año  | Película                   | Premio                 | Categoría                                 | Resultado | Ref(s) |
| ---- | -------------------------- | ---------------------- | ----------------------------------------- | --------- | ------ |
| 2013 | Los Vengadores             | People's Choice Awards |                                           | Nominado  | [ 32 ] |
| 2013 | Los Vengadores             | Premios MTV Movie      | Mejor escena de pelea (con el elenco)     | Otorgado  | [ 33 ] |
| 2016 | Capitán América: Civil War | Premios Teen Choice    | Película Elegida: Química (con el elenco) | Nominado  | [ 34 ] |
| 2017 | Capitán América: Civil War | Premios Kids 'Choice   | #Squad (con el elenco)                    | Nominado  | [ 35 ] |
| 2019 | Vengadores Endgame         | Premios Saturno        | Mejor Actor de apoyo                      | Nominado  | [ 36 ] |